# عداد خلايا الدم

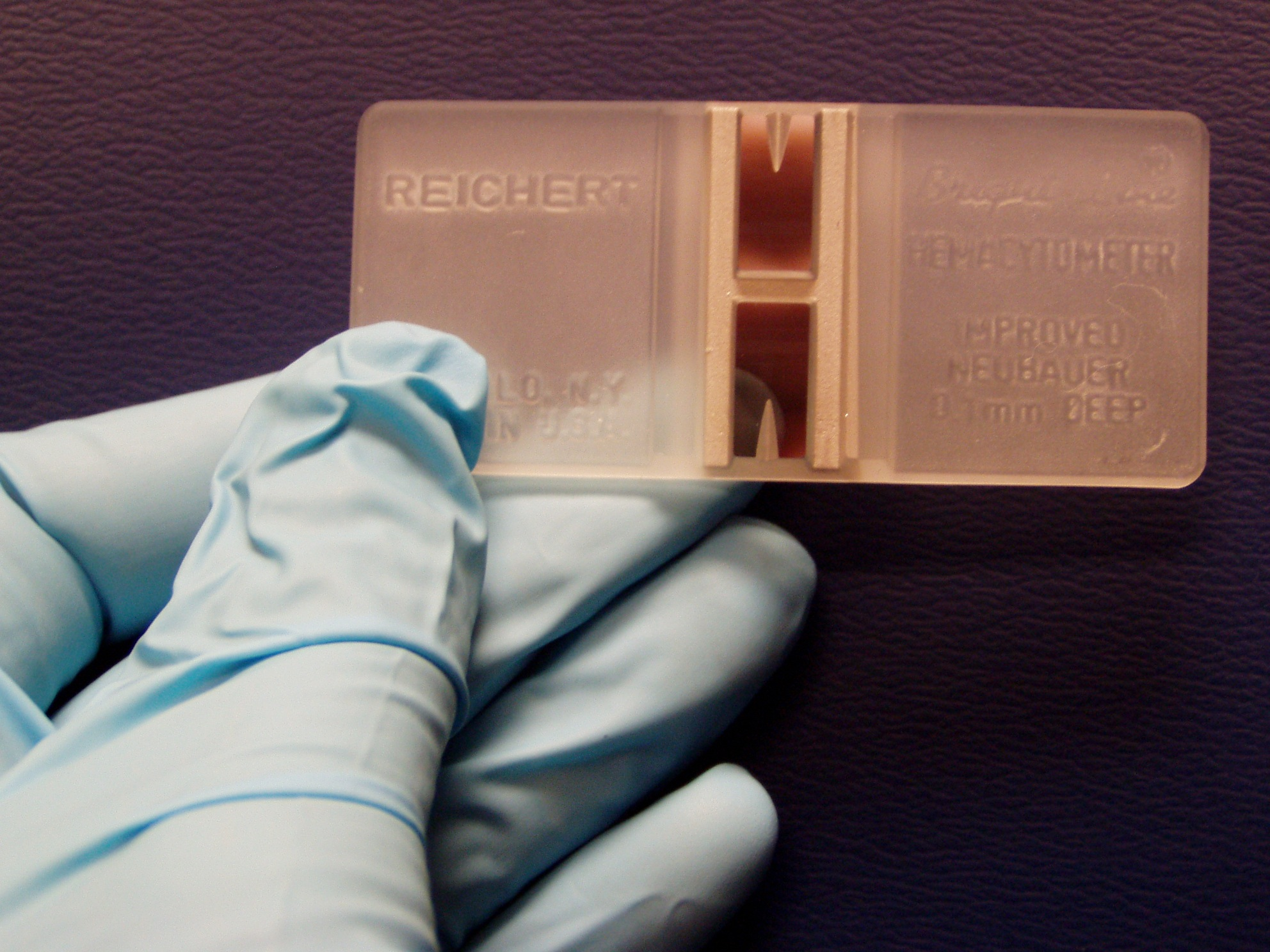
أداة عد الخلايا. المستطيلان المتعاكسان هما غرف العد للخلايا.

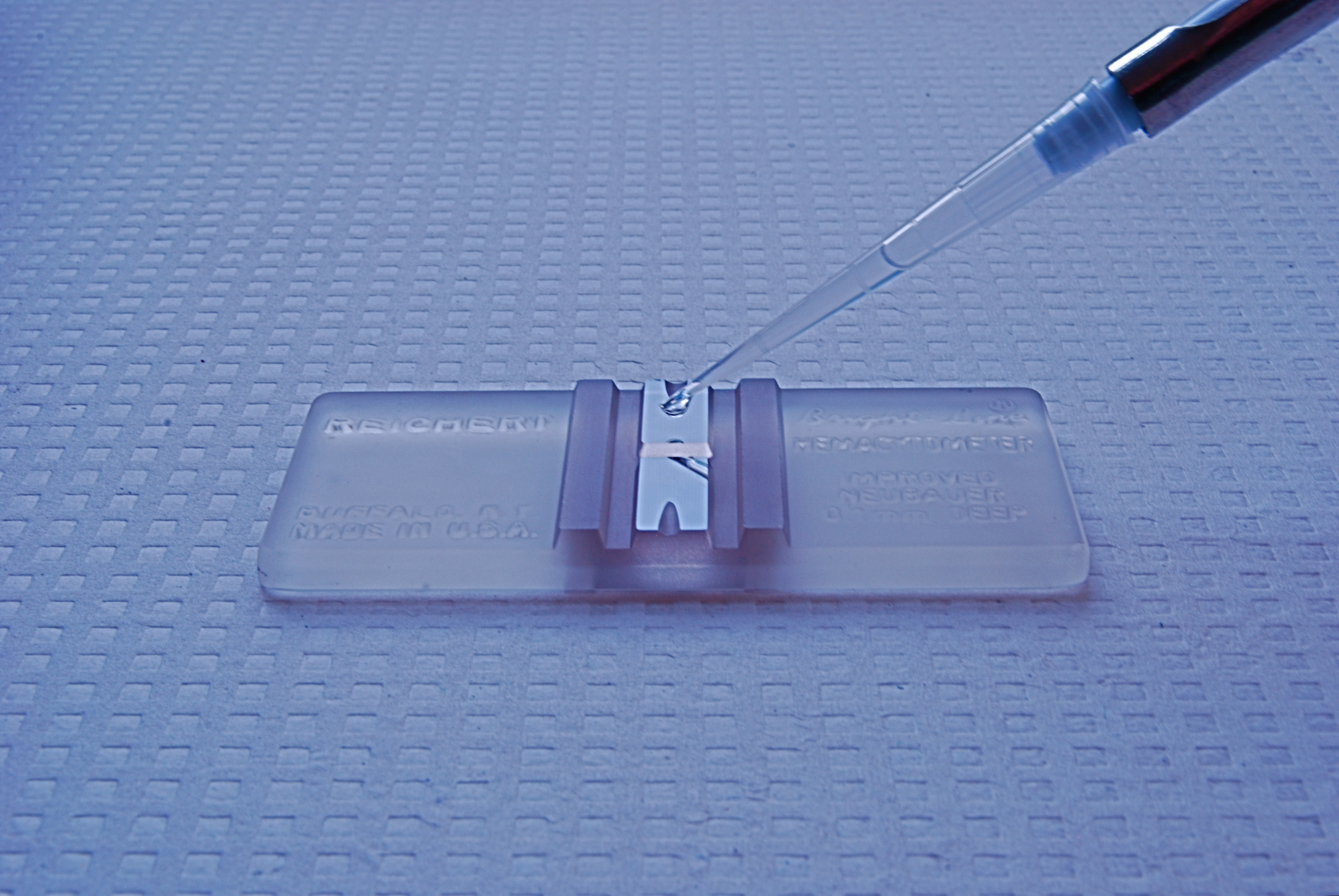
تعبئة الفجوة

تحديد أجزاء جهاز عد الخلايا(كما هو واضح في المظهر الجانبي).

عداد خلايا الدم أو هيموسايتومتر (بالإنجليزية: Hemocytometer)‏ هو من أقدم أجهزة العد التي إستخدمها العلماء لعد الخلايا بشكل دقيق وبالذات خلايا الدم تم اختراعه من قبل العالم الفرنسي لويس تشارلز مالاسيز، يستعمل هذا الجهاز اليوم بشكل واسع في عد الخلايا المعلقة في المحاليل وبالذات خلايا المزارع الخلوية Cell cultures .يمتاز هذا العداد ببساطة وسهولة الاستعمال والثمن والرخص علاوة على النتائج الدقيقة.
يتكون جهاز عداد خلايا الدم من شريحة زجاجية تشبه إلى حد كبير الشريحة المجهرية العادية إلا أنها أكثر سماكة منها. هذه الشريحة تحتوي في منتصفها على مربعين متساويين مساحة الواحد منهما تساوي 9 ملم2 وعمقها 0.1 ملم وكل مربع مقسم إلى إلى عدد هائل من من الخطوط المستقيمة المحفورة لتكون عدد هائل من المربعات الصغيرة جداً والمتساوية.المربع الواحد يتكون من تسع مربعات متساوية طول ضلع الواحد منها 1 ملم . هذا المربع الصغير مقسم هو الآخر إلى مربعات أصغر يبلغ عددها 25 مربعاً أي أن كل مربع من المربعات التسعة يتكون من 25 مربعاً فيكون طول ضلع المربع 0.2 ملم.
أما المربعات الأصغر مقسمة هي الأخرى إلى مربعات صغيرة جداً بحيث أن المربع الأصغر الواحد يحتوي على 16 مربعاً صغير جداً يبلغ طول ضلعه 0.05 ملم، وقد ميزت أضلع بعض المربعات الأصغر (0.2 ملم) بخطوط ثلاثة بمعنى أن كل 16 مربع صغير جداً يكون محصور بثلاثة خطوط وبحيث يبدو المربع الأساسي (9ملمleft ) و به علامة الجمع (+).

## المبادىء والأساسيات

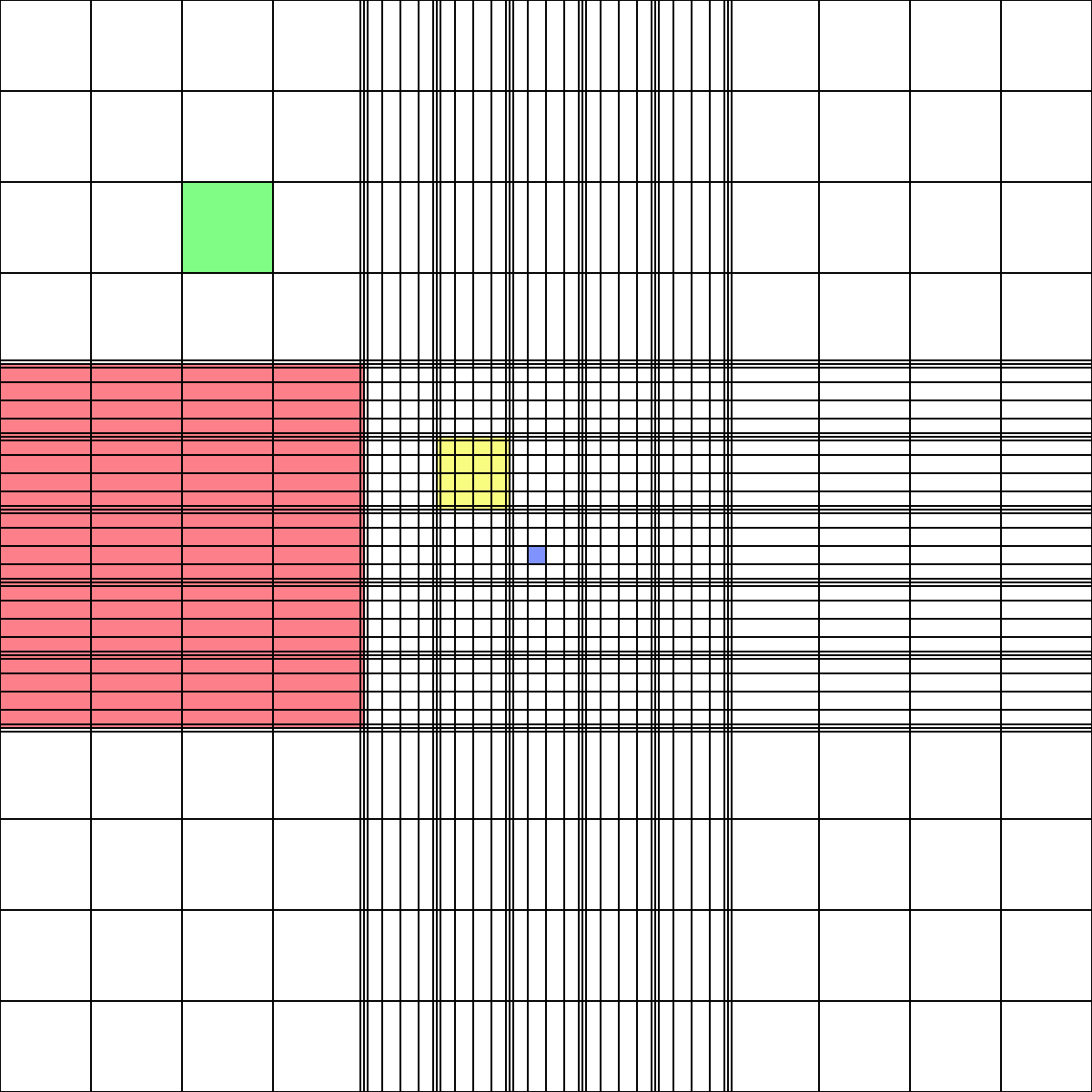
شبكة جهاز عد الخلايا:
الأحمر المربع = 1 mm^{2}، 100 nl
الأخضر المربع= 0.0625 mm^{2}، 6.25 nl
الأصفر المربع = 0.04 mm^{2}، 4 nl
الأزرق المربع = 0.0025 mm^{2}، 0.25 nl
الحجم في عمق 0.1 ملم.

| الأبعاد        | المساحة    | الحجم في عمق 0.1 ملم |
| -------------- | ---------- | -------------------- |
| 1 x 1 mm       | 1 mm2      | 100 nl               |
| 0.25 x 0.25 mm | 0.0625 mm2 | 6.25 nl              |
| 0.25 x 0.20 mm | 0.05 mm2   | 5 nl                 |
| 0.20 x 0.20 mm | 0.04 mm2   | 4 nl                 |
| 0.05 x 0.05 mm | 0.0025 mm2 | 0.25 nl              |

## استعمالاته
يتم استعماله وذلك بوضع غطاء الشريحة في وسط الشريحة بحيث يغطي المربعين الرئيسيين ثم بواسطة ماصة رفيعة يسمح للمحلول الخلوي بالانتشار بلطف تحت غطاء الشريحة بحيث يتم غمر المربعين تماماً كما يجب الحذر من عدم تدفق المحلول الخلوي خارج الشريحة .
بعد ذلك تفحص الشريحة بالعدسة الشيئية (10) وتعد الخلايا التي توجد في جميع مربعات المربع الكبير الوسطي ( 1 ملم2 ) وبحيث تعد الخلايا التي تلامس حواف ذلك المربع من الأعلى والجهة اليسرى ولاتحسب تلك الخلايا التي تلامس الحواف السفلى والجهة اليمنى . تتم عملية العد دائماً بشكل مزدوج بحيث يستفاد من كلا المربعين الرئيسيين ثم يؤخذ متوسط العد.
C= n/v
حيث أن:
- ( C ) تعني تركيز الخلايا في المحلول.
- ( n ) متوسط عدد الخلايا التي تم حسابها بعداد الدم .
- ( v ) حجم المحلول الذي حسبت فيه الخلايا .

وحيث أن عمق مربع الشريحة 0.1 ملم فإذا حسبت الخلايا التي يحتويها مربع مساحته 1 ملم2 فإن حجم المحلول سوف يكون 0.1 ملم3 أو 10 −4 مل وبذلك تكتب المعادلة كما يلي :
C= n/10 −4 
فإذا قدر متوسط عدد خلايا بـ 160 خلية بواسطة عداد الدم فهذا يعني أن عدد الخلايا في 1 مل يعادل 1600000 خلية (16 × 10 −4 ) .

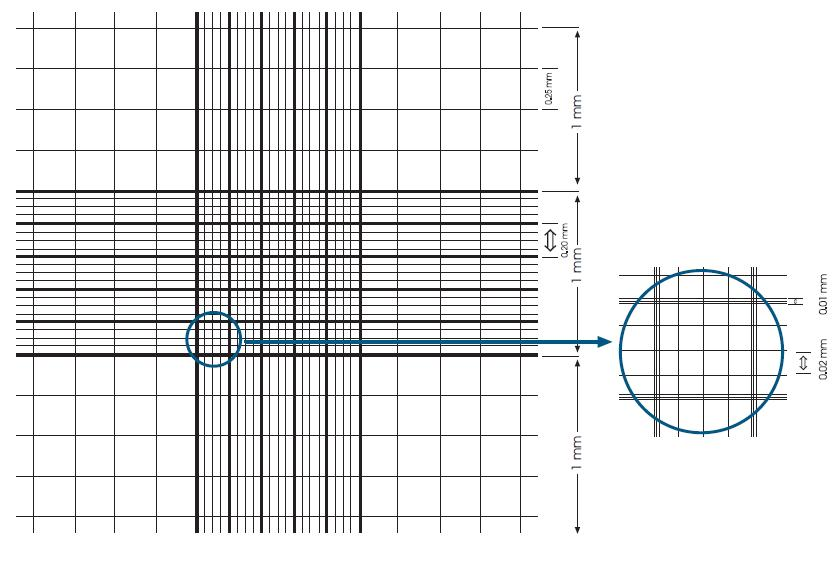

{\displaystyle {\mbox{concentration of cells in original mixture}}=\left({\frac {\mbox{number of cells counted}}{({\mbox{proportion of chamber counted}})({\mbox{volume of chamber}})}}\right)\left({\frac {\mbox{volume of sample dilution}}{\mbox{volume of original mixture in sample}}}\right)} 